# Schip in vlammen
Schip in vlammen is een tekening in de Akademie der bildenden Künste Wien in Wenen, toegeschreven aan de Zuid-Nederlandse schilder Jheronimus Bosch.

## Voorstelling
Het stelt een dwerg voor met een groot zwaard en grote sporen. Op zijn schouders draagt hij een klein scheepje. Op zijn hoofd staat een mast met bovenin een uitkijkpost. Het schip staat in brand; demonen bedreigen naakte mensen, waarvan er één de mast in is geklommen. Aan de boegspriet is een man opgehangen en met een speer doorboord.
Over de precieze betekenis van de tekening tast men in het duister. Kunsthistoricus Jan Karel Steppe brengt het in verband met een verloren gegaan werk van Bosch, dat zich omstreeks 1600 in de verzameling van de familie Croÿ in het tegenwoordige Kasteel van Arenberg bevond. Dit schilderij wordt omschreven als een schaatsende man in een landschap met op de lijst bovenaan de tekst ‘Ik heb een oogje in het zeil’ en onderaan ‘Toezien is geluks broer’.
Bosch-auteur Charles de Tolnay denkt dat het hier gaat om een voorbereidende studie voor het rechterluik van een drieluik, waarvan Het narrenschip het linkerluik vormde. Schepen als martelwerktuigen komen op verschillende werken van Bosch voor, maar geen van deze is ontleend aan of vergelijkbaar met de tekening in Wenen. Mogelijk is het een studie voor een niet uitgevoerde hellescène of een kopie naar een verloren gegaan werk.

## Herkomst
De tekening werd vermoedelijk in 1837 verworven door de Akademie der bildenden Künste Wien met de verzameling van Franz Jäger.